# John H. Lynch
John H. Lynch (Waltham, Massachusetts, 25 de novembre de 1952) és un polític estatunidenc del  Partit Demòcrata. Des de gener de 2005 ocupa el càrrec de governador de Nou Hampshire.